# 椎津
椎津（しいづ）は、千葉県市原市の姉崎地区及び有秋地区にある大字。郵便番号は299-0118。

## 概要
市原市西部の姉崎地区及び有秋地区にある。かつては椎津城が築かれたり、鶴牧藩藩庁が置かれたりと、このあたりの政治的中心地を担っていた。

## 地理

### 河川
- 椎津川

### 地価
2017年の公示地価によると千葉県市原市椎津字向原1015番43で35,300円/平方メートルである。

### 隣接町丁字
北は姉崎海岸、東は姉崎・有秋台西と椎の木台、南は不入斗、西は袖ケ浦市代宿と接している。

## 歴史

### 沿革
- 1963年（昭和38年）5月1日 - 市原市市制施行に伴い市原市椎津となる。全域が姉崎地区に属す[7]。
- 1991年（平成3年）10月20日 - 市原市役所有秋支所発足に伴い字内が姉崎地区と有秋地区に分けられる[7]。

## 世帯数と人口
2023年（令和5年）4月1日現在の世帯数と人口は以下の通りである。
| 町丁字 | 世帯数    | 人口    |
| ------ | --------- | ------- |
| 椎津   | 1,886世帯 | 3,670人 |

## 通学区域
市立小学校・市立中学校と県立高等学校の通学区域は以下の通りである。
| 大字 | 区域               | 小学校               | 中学校             | 県立高校 |
| ---- | ------------------ | -------------------- | ------------------ | -------- |
| 椎津 | 姉崎地区に属す小字 | 市原市立姉崎小学校   | 市原市立姉崎中学校 | 第9学区  |
| 椎津 | 有秋地区に属す小字 | 市原市立有秋南小学校 | 市原市立有秋中学校 | 第9学区  |

## 施設
- 市原市立姉崎小学校
- 姉崎運動広場
- 姉崎病院

## 交通

### 駅
- 大字内に駅はないが、最寄り駅は姉ケ崎駅である。

### バス
- 小湊鐵道バス

### 道路
- 千葉県道24号千葉鴨川線に隣接する。

## 小字

### 姉崎地区
屏風ノ内、浜田、南町、仲町、下田、駒ケ崎、鶴牧、北辺田、茶ノ木、竹ノ越、五霊台、外郭、根ノ上、寺田、二才山、瀬尾山、向原、尾崎、杉ノ木、川田、道六神、初崎、下ノ関、坊窪、下中台、堰谷、島原、小木戸、上中台、中台、茶畑、西新田、東新田、上志々通、松山、松上台、帯屋田、日ノ宮、岩ノ谷、松上、尾越、道作、柳ノ内、堂ノ下、下志々通、唐上下、小谷、下大谷、花萩、上大谷、下椎木、大椎木、新唐上、唐上、念切、念切台、永畑、小椎木、中林、上椎木、代地

### 有秋地区
萩ノ谷、花林、新林、上金口、打越、下打越、中谷、椎津坂、金口谷、金口、山谷、中山谷、寺ノ腰、下野別当、上野別当、上山谷、生鳳谷、椎木谷、南椎津、大縊、狢沢、生鳳、タラン坊、高石、新田、茶木沢、新田台、二枚橋、金草、新田谷、日休、二重堀台、地蔵面、バチ谷、大ツ作、上新田、京田、京田脇、上京田、大沢、中大沢、大沢台、上細山